# Ziggo Dome
 (mars 2025).
Si vous disposez d'ouvrages ou d'articles de référence ou si vous connaissez des sites web de qualité traitant du thème abordé ici, merci de compléter l'article en donnant les références utiles à sa vérifiabilité et en les liant à la section « Notes et références ».

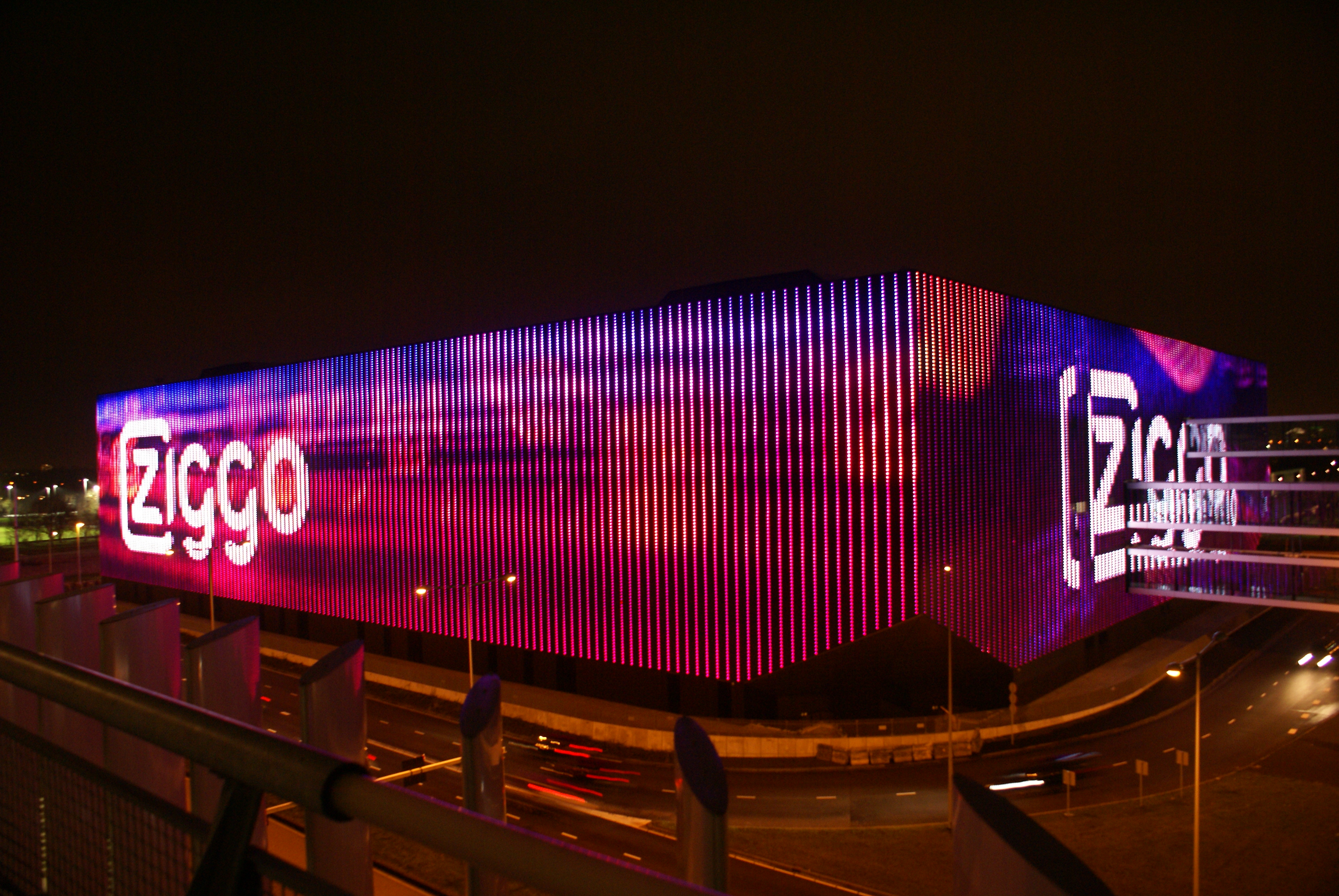
Vue de l'extérieur du Ziggo Dome de nuit.

Le Ziggo Dome (prononcé en néerlandais : [ˈzɪgoː doːm]) est une salle de concert et de spectacles polyvalente située à Amsterdam. Située dans l'arrondissement d'Zuidoost, elle se trouve à proximité immédiate du stade multifonctionnel de l'Amsterdam ArenA. D'une capacité de 17 000 personnes, la salle a été inaugurée en juin 2012 par un concert du chanteur néerlandais Marco Borsato.
Le bâtiment se présente comme un carré dont chaque côté mesure 90 mètres, pour une hauteur de 30 mètres. Il a été conçu par le cabinet d'architectes Benthem Crouwel Architekten, également à l'origine de l'agrandissement du Stedelijk Museum. L'extérieur du bâtiment est recouvert de 840 000 LED  permettant de diffuser des images comme sur un écran géant.
La salle est équipée d'un système de son amplifié, mais peut également accueillir des rencontres de tennis, une patinoire voire une piscine olympique.

## Événements
- Concert de Madonna (The MDNA Tour), les 7 et 8 juillet 2012
- Concert de Rihanna (Diamonds World Tour), les 23 et 24 juin 2013
- Concert de Kiss (40th Anniversary World Tour), le 18 juin 2015
- Concert de Madonna (Rebel Heart Tour), les 5 et 6 décembre 2015
- Concert de Muse (Drones World Tour), les 7, 9 et 10 mars 2016
- Concert de Lady Gaga (Joanne World Tour), le 20 janvier 2018
- Concert de Kiss (End of the Road World Tour), les 25 juin 2019 et 21 juillet 2022
- Concert d'Ariana Grande (Swetener World Tour), le 11 septembre 2019
- Concert de Dua Lipa (Future Nostalgia Tour), les 17 et 18 mai 2022
- Concert de Blackpink (Born Pink World Tour 2022-2023), le 22 décembre 2022
- Concert de Madonna (The Celebration Tour), les 1er et 2 décembre 2023
- Concerts de Olivia Rodrigo (Guts World Tour), les 24 et 25 mai 2024
- Concert de IVE (Show What I Have World Tour), le 13 juin 2024 (à venir)